# Amando de Elnon
Amando de Maastricht (Nantes, c. 584 - Elnon, c. 679) fue un eremita, misionero en Flandes y obispo de Tongres y de Maastricht. Considerado santo por la Iglesia católica, su festividad se celebra el 6 de febrero. Su hagiografía fue recogida por Santiago de la Vorágine en La leyenda dorada.
De linaje noble, abandonó en plena juventud su casa y pese a la oposición familiar, se hizo monje cerca de Tours. Tras una inspiración divina, se fue a Bourges donde, bajo la dirección del obispo de la ciudad, Austregisilo, vivió en soledad en una celda durante muchos años, alimentándose de pan y agua. Peregrinó a Roma y después, a petición del rey Clotario II, viajó al norte del reino de los francos y evangelizó la zona de Gante, entonces eminentemente pagana. Después extendió su labor misionera por todo Flandes y fundó monasterios. 
Fue amigo y maestro de san Bavón, a quien inspiró para que donara todos sus bienes y se convirtiera en monje.
Censuró el comportamiento del rey Dagoberto I, quien le desterró.
Falleció a los noventa años en la abadía de Elnon, donde vivió sus últimos cuatro años de vida. 